# Estevan Fernandiz
Estevan Fernandiz (fl. XIII secolo) è stato un trovatore portoghese, attivo alla fine del XIII e i principi del XIV secolo.
Originario di Elvas, è autore di sette testi: tre cantigas de amor e quattro cantigas de amigo, di cui due dialogate. 